# Wellington Silva
Wellington Alves da Silva (Rio de Janeiro, 6 januari 1993) is een Braziliaans voetballer die bij voorkeur als vleugelspeler speelt.

## Clubcarrière
Wellington Silva speelde in de jeugd voor AA Portuguesa en Fluminense, waar hij debuteerde in het eerste elftal. Op 31 januari 2010 tekende de Braziliaan voor Arsenal. Die club besloot om hem wedstrijdervaring op te laten doen in Spanje. Daarvoor werd hij verhuurd aan UD Levante, CD Alcoyano, SD Ponferradina, Real Murcia en UD Almería. Tijdens het seizoen 2013/14 maakte de vleugelspeler drie treffers in 38 competitiewedstrijden voor Real Murcia in de Segunda División. Gedurende het seizoen 2014/15 was Wellington Silva actief voor UD Almería, in de Primera División. Arsenal verhuurde hem in augustus 2015 vervolgens voor een jaar aan Bolton Wanderers, op dat moment actief in de Championship. Hij verruilde in juni 2016 Arsenal voor Fluminense.

## Interlandcarrière
Wellington Silva nam in 2009 met Brazilië –17 deel aan het WK voor spelers onder 17 jaar in Nigeria, hoewel hij een jaar jonger was dan zijn ploegmaats. In november 2014 speelde de vleugelspeler met Brazilië –21 interlands tegen Australië –21 en Zuid-Korea –21.